# Campionat de Suècia d'enduro
El Campionat de Suècia d'enduro (en suec, Svenska Mästerskapen i Enduro, abreujat "SM Enduro"), regulat per la federació sueca de motociclisme (SVEMO, Svenska Motorcykel- och Snöskoterförbundet), és la màxima competició d'enduro que es disputa a Suècia. Instaurat el 1952 (un any després de la creació del Campionat de Suècia de motocròs), el campionat ha anat variant de categories al llarg dels anys fins a arribar a la fórmula actual de dues categories principals (SM1 i SM2) més el títol de campió absolut, creat el 1995 amb el nom de Swedish Enduro Cup, SEC. Molts dels campions de Suècia han estat alhora campions del món o d'Europa i han guanyat els Sis Dies Internacionals d'Enduro en nombroses ocasions, entre ells Thomas Gustavsson, Dick Wicksell, Anders Eriksson, Svenerik Jönsson o Jeff Nilsson.
L'enduro compta amb una llarga tradició a Suècia, on ja el 1915 es va crear una de les proves més emblemàtiques d'aquesta modalitat, la Novemberkåsan. Fins a finals de la dècada del 1970, l'enduro s'anomenava en suec Tillförlitlighet ("Fiabilitat"). Fou a començaments de la dècada següent quan aquesta modalitat va adoptar el nom actual arreu d’Europa, d'acord amb la unificació de nomenclatura promoguda per la FIM.

## Llista de guanyadors

### Primera etapa (1952-2004)
Fonts:
| Any  |                 |                         | Classe única        | Classe única           |
| Any  | Campió          | Club, Moto              |                     |                        |
| ---- | --------------- | ----------------------- | ------------------- | ---------------------- |
| 1952 | -               | -                       | Hans Danielsson     | SMK Motala, BSA        |
|      | Classe petita   | Classe petita           | Classe gran         | Classe gran            |
| 1953 | Egon Gustavsson | SMK Malmö, MT Special   | Hans Andersson      | SMK Uppsala, NV        |
| 1954 | Stig Bernström  | Uppsala MCK, NV         | Hans Andersson      | SMK Uppsala, NV        |
| 1955 | Roine Lööf      | Uppsala MCK, NV         | Ove Lundell         | Sala MSK, Monark       |
| 1956 | Rolf Stagman    | Jönköpings MK, Monark   | Elon Forsberg       | Upp/Hed, NV            |
| 1957 | Rolf Stagman    | Jönköpings MK, Monark   | Ove Lundell         | Varbergs MK, Monark    |
| 1958 | Rolf Stagman    | Jönköpings MK, Hva      | Ove Lundell         | Varbergs MK, Monark    |
|      | 175cc           | 175cc                   | +175cc              | +175cc                 |
| 1959 | Bengt Svensson  | Varbergs MK, Monark     | Torsten Hallman     | Uppsala MCK, Husqvarna |
| 1960 | Anders Franzén  | Tibro MK                | Ingemar Andersson   | Tibro MK               |
| 1961 | Bo Ekeberg      | Uppsala MCK             | Sune Skogsmo        | SAMS                   |
| 1962 | Bo Ekeberg      | Uppsala MCK             | Hans Hansson        | Tibro MK, Husqvarna    |
| 1963 | Bo Ekeberg      | Uppsala MCK             | Hans Hansson        | Tibro MK, Husqvarna    |
| 1964 | -               | -                       | Bo Ekeberg          | Farsta MCK, Hva 250    |
| 1965 | -               | -                       | Curt Öberg          | Hammarby MK, Hva       |
| 1966 | Bror Haglund    | Nacka MS, Husqvarna     | Torsten Andersson   | SMK Arboga, Husqvarna  |
| 1967 | Yngve Ekeberg   | Järva MK                | Lars-Erik Johansson | Tibro MK               |
| 1968 | Yngve Ekeberg   | Järva MK, Husqvarna     | Hans Hansson        | Tibro MK, Husqvarna    |
| 1969 | Bo Thörnblom    | SAMS, Monark            | Lars-Erik Johansson | Tibro MK, Husqvarna    |
|      | 125cc           | 125cc                   | +125cc              | +125cc                 |
| 1970 | Kurt Gustavsson | Kungsbacka MA, MCB      | Lars-Erik Johansson | Tibro MK, Husqvarna    |
|      | 175cc           | 175cc                   | +175cc              | +175cc                 |
| 1971 | Bo Thörnblom    | SAMS, MCB               | Lars-Erik Johansson | Tibro MK               |
|      | 125cc           | 125cc                   | +125cc              | +125cc                 |
| 1972 | Kurt Gustavsson | Kungsbacka MA, MCB      | Hans Hansson        | Tibro MK, Husqvarna    |
| 1973 | Steve Tell      | Järva MK, MCB           | Hans Hansson        | Tíbro MK, Husqvarna    |
| 1974 | Bo Thörnblom    | SAMS, MCB               | Lars-Erik Johansson | Tibro MK, Husqvarna    |
| 1975 | Bo Thörnblom    | SAMS, MCB               | Ingemar Österberg   | SMI MK, Husqvarna      |
| 1976 | Steve Tell      | Järva MK, MCB           | Hans Hansson        | Tibro MK, Husqvarna    |
| 1977 | Berndt Enö      | AMF Södertälje, Zündapp | Hans Hansson        | Tibro MK, Husqvarna    |
| 1978 | Berndt Enö      | AMF Södertälje, Zündapp | Hans Hansson        | Tibro MK, Husqvarna    |
| 1979 | Steve Tell      | AMF Södertälje, Hva     | Hans Hansson        | Tibro MK, Husqvarna    |
| 1980 | Lars Pärnebjörk | Göta MS, Husqvarna      | Svenerik Jönsson    | Järva MK, Husqvarna    |
| 1981 | Lars Pärnebjörk | Göta MS, Husqvarna      | Thomas Gustavsson   | Tibro MK, Husqvarna    |
| 1982 | Lars Pärnebjörk | Göta MS, Husqvarna      | Svenerik Jönsson    | Järva MK, Husqvarna    |
| 1983 | Peter Hansson   | Tibro MK, Husqvarna     | Svenerik Jönsson    | Järva MK, Husqvarna    |
| 1984 | Lars Pärnebjörk | Göta MS, Husqvarna      | Svenerik Jönsson    | Järva MK, Husqvarna    |
| 1985 | Mikael Nilsson  | MA Lerum, Husqvarna     | Svenerik Jönsson    | Järva MK, Husqvarna    |

| Any  | 125cc             | 125cc                  | 250cc               | 250cc                  | 500cc             | 500cc                 |
| Any  | Campió            | Club, Moto             | Campió              | Club, Moto             | Campió            | Club, Moto            |
| ---- | ----------------- | ---------------------- | ------------------- | ---------------------- | ----------------- | --------------------- |
| 1986 | Mikael Nilsson    | MA Lerum, Husqvarna    | Kent Karlsson       | Götene MK, Husqvarna   | Svenerik Jönsson  | Järva MK, Husqvarna   |
| 1987 | Mikael Nilsson    | MA Lerum, Husqvarna    | Dick Wicksell       | SMK Uppsala, Husqvarna | Svenerik Jönsson  | Järva MK, Husqvarna   |
| 1988 | Joachim Hedendahl | SMK Uppsala, KTM       | Kent Karlsson       | Götene MK, Husqvarna   | Håkan Lundberg    | SMI MK, Yamaha        |
| 1989 | Jeff Nilsson      | MK Orion, Yamaha       | Kent Karlsson       | Götene MK, Husqvarna   | Håkan Lundberg    | SMI MK, Yamaha        |
| 1990 | Jeff Nilsson      | MK Orion, Yamaha       | Dick Wicksell       | SMK Uppsala, KTM       | Svenerik Jönsson  | Tibro MK, Husqvarna   |
| 1991 | Mikael Nilsson    | MA Lerum, Yamaha       | Joachim Hedendahl   | Alingsås MCK, Suzuki   | Svenerik Jönsson  | Tibro MK, Husqvarna   |
| 1992 | Mikael Nilsson    | MA Lerum, Yamaha       | Joachim Hedendahl   | Alingsås MCK, Suzuki   | Dick Wicksell     | SMK Uppsala, Kawasaki |
|      | 125cc             | 125cc                  | +125cc              | +125cc                 | 4T                | 4T                    |
| 1993 | Mikael Nilsson    | MA Lerum, Yamaha       | Svenerik Jönsson    | Tibro MK, Husqvarna    | -                 | -                     |
| 1994 | Roger Törnbom     | Järva MK, Husqvarna    | Joachim Hedendahl   | Alingsås MCK, KTM      | -                 | -                     |
| 1995 | Rickard Larsson   | MK Orion, Suzuki 80    | Joachim Hedendahl   | Alingsås MCK, Suzuki   | Anders Eriksson   | Tibro MK, Husaberg    |
| 1996 | Rickard Larsson   | MK Orion, Suzuki       | Ulf Orrvik          | Åbågens MCK, Kawasaki  | Kent Karlsson     | Götene MK, Husaberg   |
| 1997 | Rickard Larsson   | MK Orion, Husqvarna    | Joachim Hedendahl   | Alingsås MCK, Suzuki   | Anders Eriksson   | Tibro MK, Husqvarna   |
| 1998 | Anders Karlsson   | MK ET Örebro, Kawasaki | Joachim Fredriksson | Åbågens MCK, Suzuki    | Björne Carlsson   | Åbågens MCK, Husaberg |
| 1999 | Anders Karlsson   | MK ET Örebro, Kawasaki | Joachim Fredriksson | Åbågens MCK, Suzuki    | Jonas Hermansson  | MA Lerum, Husaberg    |
| 2000 | Anders Karlsson   | MK ET Örebro, Kawasaki | Per Lifvendahl      | MK Orion, Kawasaki     | Jonas Hermansson  | MA Lerum, Husaberg    |
| 2001 | Niklas Gustavsson | Göta MS, KTM           | Rickard Larsson     | MK Orion, TM           | Björne Carlsson   | Folkare MC, Husaberg  |
| Any  | 125cc             | 125cc                  | 250cc 2T            | 250cc 2T               | 4T                | 4T                    |
| 2002 | Fredrik Georgsson | Tibro MK, KTM          | Thomas Bengtsson    | MK ET Örebro, Yamaha   | Ulf Orrvik        | Åbågens MCK, Suzuki   |
| Any  | SM 125            | SM 125                 | SM 250              | SM 250                 | SM 4T             | SM 4T                 |
| 2003 | Torbjörn Bäck     | Kullings MS            | Thomas Bengtsson    | Karlskoga EK           | Mats Nilsson      | SMK Dala              |
| 2004 | Torbjörn Bäck     | Kullings Mc, Honda     | Thomas Bengtsson    | Karlskoga Ek, Suzuki   | Niklas Gustavsson | Göta Ms, KTM          |

### Segona etapa (2005-Actualitat)
Fonts:
A 1 de gener del 2025
| Any  | SM E1             | SM E1                    | SM E2            | SM E2                  |
| Any  | Campió            | Club, Moto               | Campió           | Club, Moto             |
| ---- | ----------------- | ------------------------ | ---------------- | ---------------------- |
| 2005 | Mats Nilsson      | SMK Dala, Yamaha         | Torbjörn Bäck    | Kullings MS, Honda     |
| 2006 | Marcus Olsen      | AMF Södertälje, Kawasaki | Joakim Ljunggren | Karlskoga EK, Husaberg |
|      | SM1               | SM1                      | SM2              | SM2                    |
| 2007 | Andreas Toresson  | Kils MK MC, Suzuki       | Joakim Ljunggren | Karlskoga EK, Husaberg |
| 2008 | Niklas Gustafsson | Göta MS, Honda           | Joakim Ljunggren | Karlskoga EK, Husaberg |
| 2009 | Niklas Gustafsson | Göta MS, Honda           | Joakim Ljunggren | Karlskoga EK, Husaberg |
| 2010 | Niklas Gustafsson | Göta MS, Honda           | Joakim Ljunggren | Karlskoga EK, Husaberg |
| 2011 | Björne Carlsson   | Folkare MK, Kawasaki     | Joakim Ljunggren | Karlskoga EK, Husaberg |
| 2012 | Jakob Mörhed      | Norrahammars MK, Honda   | Johan Edlund     | Karlskoga EK, Husaberg |

| Any  | SM1               | SM1                      | SM2              | SM2                    | SM3               | SM3                     |
| Any  | Campió            | Club, Moto               | Campió           | Club, Moto             | Campió            | Club, Moto              |
| ---- | ----------------- | ------------------------ | ---------------- | ---------------------- | ----------------- | ----------------------- |
| 2013 | Niklas Persson    | Karlskoga EK, Husaberg   | Lars Löfgren     | FMCK Falun, Husaberg   | Björne Stjernsten | Folkare MK, Beta        |
| 2014 | Robert Kvarnström | Folkare MK, Yamaha       | Lars Löfgren     | FMCK Falun, KTM        | Johan Edlund      | Karlskoga EK, Husqvarna |
| 2015 | Johan Edlund      | Karlskoga EK, Yamaha     | Joakim Ljunggren | Karlskoga EK, KTM      | Andreas Linusson  | Kinna MK, KTM           |
| 2016 | Erik Ljungberg    | Falköpings MK, Husqvarna | Joakim Ljunggren | Karlskoga EK, KTM      | Andreas Linusson  | Kinna MK, KTM           |
| 2017 | Niklas Persson    | Karlskoga EK, Yamaha     | Joakim Ljunggren | Karlskoga EK, KTM      | Robert Friberg    | Tibro MK, Husqvarna     |
| 2018 | Micke Persson     | Karlskoga EK, KTM        | Oliver Nelson    | Tibro MK, KTM          | Andreas Linusson  | Kinna MK, KTM           |
| 2019 | Niklas Persson    | Karlskoga EK, KTM        | Micke Persson    | Karlskoga EK, KTM      | Adam Andersson    | Örbyhus MCK, KTM        |
| 2020 | Anton Sandstedt   | Tibro MK, Husqvarna      | Albin Elowson    | FMCK Skövd, Husqvarna  | Adam Andersson    | Örbyhus MCK, KTM        |
| 2021 | Pontus Skoog      | Karlskoga EK, Honda      | Micke Persson    | Karlskoga EK, KTM      | Jimmy Wicksell    | Uppsala MK, Beta        |
| 2022 | Niklas Persson    | Karlskoga EK, KTM        | Albin Elowson    | FMCK Skövde, Husqvarna | Micke Persson     | Karlskoga EK, Husqvarna |
| 2023 | Niklas Persson    | Karlskoga EK, KTM        | Albin Elowson    | FMCK Skövde, Husqvarna | Joakim Grelsson   | Fältjägarna EF, KTM     |
| 2024 | Johan Edlund      | Karlskoga EK, Yamaha     | Niklas Persson   | Karlskoga EK, KTM      | Oskar Ljungström  | Falköpings MK, Beta     |

## Estadístiques

### Campions amb més de 3 títols
A 1 de gener de 2025
| Pilot               | Títols                               |
| ------------------- | ------------------------------------ |
| Svenerik Jönsson    | 10 (4 x 500cc, 6 x +125cc)           |
| Hans Hansson        | 9 (3 x +175cc, 6 x +125cc)           |
| Joakim Ljunggren    | 9 (9 x SM2)                          |
| Joachim Hedendahl   | 6 (2 x 250cc, 3 x +125cc, 1 x 125cc) |
| Mikael Nilsson      | 6 (6 x 125cc)                        |
| Niklas Persson      | 6 (5 x SM1, 1 x SM2)                 |
| Lars-Erik Johansson | 5 (3 x +175cc, 2 x +125cc)           |
| Bo Ekeberg          | 4 (1 x +175cc, 3 x 175cc)            |
| Bo Thörnblom        | 4 (2 x 175cc, 2 x 125cc)             |
| Kent Karlsson       | 4 (1 x 500cc, 3 x 250cc)             |
| Lars Pärnebjörk     | 4 (4 x 125cc)                        |
| Micke Persson       | 4 (1 x SM3, 2 x SM2, 1 x SM1)        |
| Rickard Larsson     | 4 (1 x +125cc, 3 x 125cc)            |

1. ↑  Sense comptar els de la Copa de Suècia (SEC).